# 圣卡洛斯 (福克兰群岛)

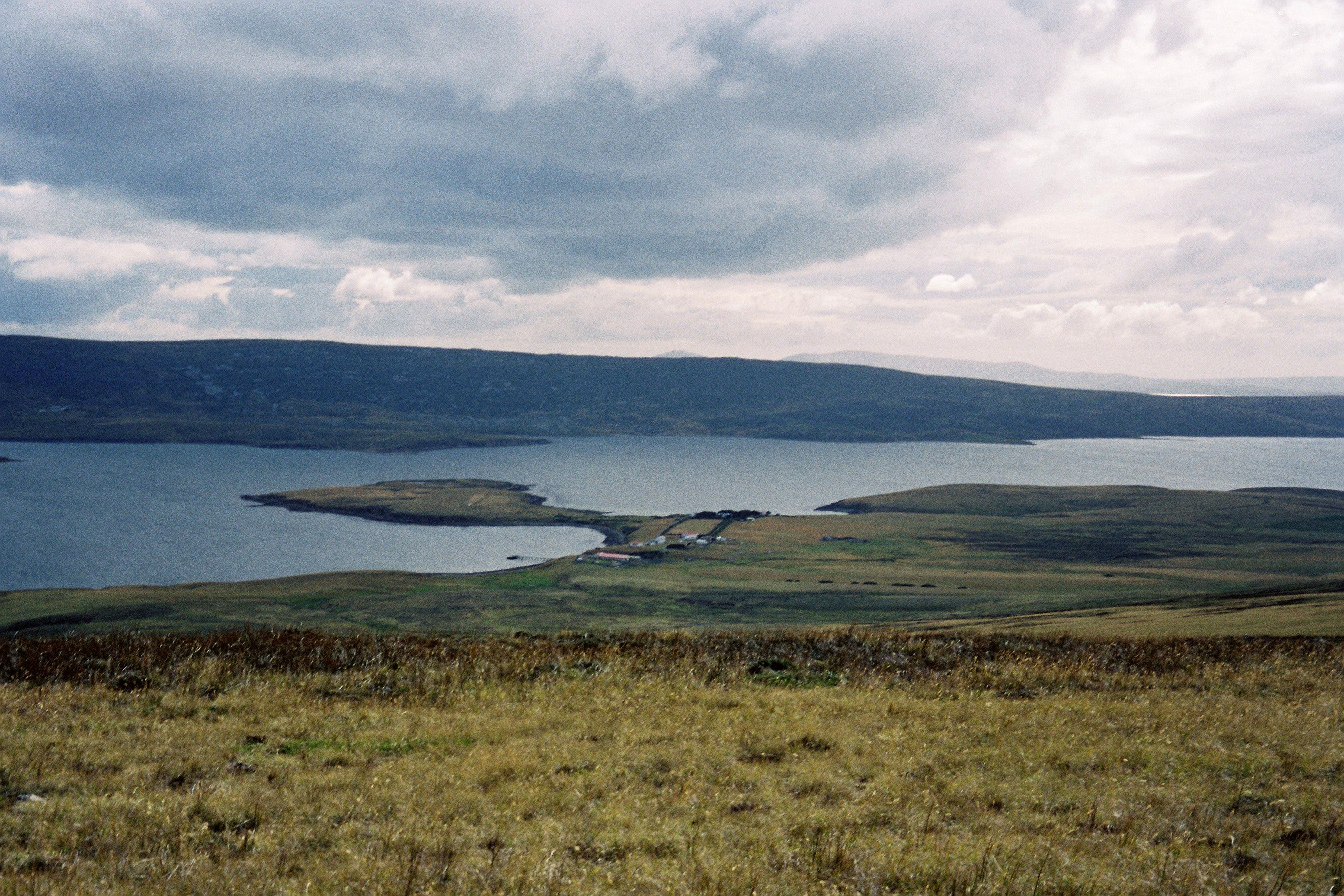
圣卡洛斯居民点

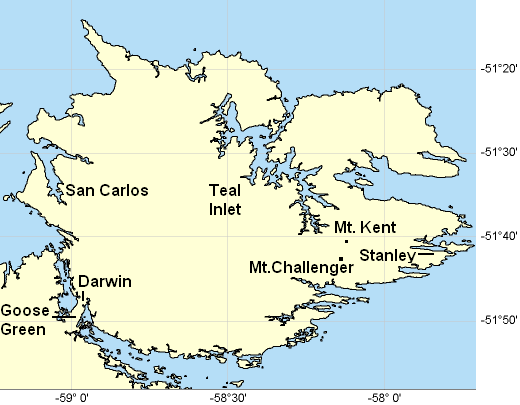
San Carlos and north East Falkland

圣卡洛斯是福克兰群岛东福克兰岛西北部的一个居民点，位于圣卡洛斯港以南。它有时被称作"JB" ，来源于原来所有者Jack Bonner 。

## 历史
圣卡洛斯得名于1768年造访此地的圣卡洛斯号轮船。圣卡洛斯是福克兰战争中英军的桥头堡。有一座纪念馆。